# Killer Klowns from Outer Space
Killer Klowns From Outer Space (bra: Palhaços Assassinos do Espaço Sideral ou Palhaços Assassinos) é um filme americano de 1988, dos gêneros ficção científica e comédia de terror, dirigido por Stephen Chiodo.

## Sinopse
Neste filme, os personagens principais são os namorados adolescentes Mike Tobacco e Debbie Stone, que moram em uma pacata cidade. Numa noite, um imenso circo voador tendo palhaços como tripulantes vindo do espaço sideral, aterrorizam toda a vizinhança com sua violência.

## Elenco
- Grant Cramer  ...  Mike Tobacco
- Suzanne Snyder  ...  Debbie Stone
- John Allen Nelson  ...  Dave Hanson
- John Vernon ...  Curtis Mooney
- Michael Siegel  ...  Rich Terenzi
- Peter Licassi  ...  Paul Terenzi
- Royal Dano  ...  Farmer Gene Green
- Christopher Titus  ...  Bob McReed (como Chris Titus)
- Irene Michaels  ...  Stacy
- Karla Sue Krull  ...  Tracy
- Adele Proom  ...  Mrs. Franco
- Howard Malpas  ...  Mr. Myers